# Ionelia Zaharia
Ionelia Zaharia (* 13. August 1985 in Răcari, Rumänien; Geburtsname Ionelia Neacșu) ist eine rumänische Ruderin. Sie ist vierfache Europameisterin und war Olympiateilnehmerin für Rumänien.

## Karriere
Zaharia begann mit dem Rudersport im Jahr 1999 und konnte relativ schnell erste internationale Erfolge unter ihrem Geburtsnamen Neacșu sammeln. Bei zwei Teilnahmen an den Weltmeisterschaften der Junioren erreichte sie je eine Goldmedaille im Achter (2002) und im Doppelvierer (2003). Sie ruderte danach zwei Jahre im U23-Bereich, konnte ab 2005 aber auch im offenen Doppelvierer bei den Weltmeisterschaften an den Start gehen und Platz 7 belegen. Ihre erste Silbermedaille gewann sie in dieser Bootsklasse bei den neu eingeführten Ruder-Europameisterschaften 2007. In der olympischen Saison 2008 ruderte sie zunächst ebenfalls im Doppelvierer bei der EM, wo sie eine Bronzemedaille gewann. Danach stieg sie in den kleineren Doppelzweier um und nahm in dieser Bootsklasse zusammen mit Roxana Cogianu an den Olympischen Sommerspielen von Peking teil. Die Mannschaft erreichte einen 10. Platz. 
Gemeinsam mit Roxana Cogianu wurde Zaharia ab 2009 Stammkraft des erfolgreichen rumänischen Frauen-Achters. Von 2009 bis 2011 konnte sie in jedem Jahr den EM-Titel in dieser Bootsklasse gewinnen, dazu eine Silber- und eine Bronzemedaille bei Ruder-Weltmeisterschaften in den Jahren 2009 und 2010. Zur olympischen Saison 2012 verpasste Zaharia allerdings den Sprung in den Achter, so dass sie an den Olympischen Sommerspielen 2012 in London nicht teilnahm. Bei den Ruder-Europameisterschaften 2012 gelang ihr jedoch ein Erfolg mit dem Gewinn der Bronzemedaille im Doppelvierer. Im nacholympischen Jahr 2013 ruderte sie wieder im Achter und gewann erneut die Europameisterschaften sowie die Silbermedaille bei den Weltmeisterschaften.
Zaharia startet für den Verein Triumf CSS. Bei einer Körperhöhe von 1,76 m beträgt ihr Wettkampfgewicht rund 67 kg.